# Halowe Mistrzostwa Świata w Lekkoatletyce 2004 – trójskok kobiet
Trójskok kobiet – jedna z konkurencji rozgrywanych podczas halowych mistrzostw świata w lekkoatletyce w 2004. Eliminacje odbyły się 5 marca, a finał został rozegrany 6 marca.
Do eliminacji zgłoszonych zostało 27 zawodniczek z 22 państw.
Zawody w tej konkurencji wygrała reprezentantka Rosji Tatjana Lebiediewa. Drugą pozycję zajęła zawodniczka z Sudanu Yamilé Aldama, trzecią zaś reprezentująca Grecję Chrisopiji Dewedzi.

## Wyniki

### Kwalifikacje
Źródło: 
Grupa A
| Miejsce | Zawodniczka         | Państwo           | Podejście | Podejście | Podejście | Wynik | Uwagi |
| Miejsce | Zawodniczka         | Państwo           | #1        | #2        | #3        | Wynik | Uwagi |
| ------- | ------------------- | ----------------- | --------- | --------- | --------- | ----- | ----- |
| 1.      | Magdelín Martínez   | Włochy            | 14,81     | –         | –         | 14,81 | NR    |
| 2.      | Tatjana Lebiediewa  | Rosja             | 14,71     | –         | –         | 14,71 |       |
| 3.      | Mabel Gay           | Kuba              | X         | 14,19     | 14,57     | 14,57 | PB    |
| 4.      | Adelina Gavrilă     | Rumunia           | 14,48     | –         | –         | 14,48 |       |
| 5.      | Natalla Safronawa   | Białoruś          | 14,07     | 14,06     | 14,30     | 14,30 | SB    |
| 6.      | Olga Wasdeki        | Grecja            | 13,99     | 14,25     | X         | 14,25 |       |
| 7.      | Huang Qiuyan        | Chiny             | 14,24     | X         | 13,55     | 14,24 | SB    |
| 8.      | Tereza Marinowa     | Bułgaria          | 13,85     | 14,13     | 13,83     | 14,13 | SB    |
| 9.      | Carlota Castrejana  | Hiszpania         | 13,89     | 12,90     | 14,11     | 14,11 |       |
| 10.     | Heli Koivula-Kruger | Finlandia         | X         | X         | 13,95     | 13,95 |       |
| 11.     | Šárka Kašpárková    | Czechy            | 13,87     | 13,81     | X         | 13,87 |       |
| 12.     | Kéné Ndoye          | Senegal           | 13,63     | 13,77     | 12,92     | 13,77 |       |
| 13.     | Yuliana Pérez       | Stany Zjednoczone | 12,88     | 13,43     | 13,50     | 13,50 |       |

Grupa B
| Miejsce | Zawodniczka            | Państwo    | Podejście | Podejście | Podejście | Wynik | Uwagi |
| Miejsce | Zawodniczka            | Państwo    | #1        | #2        | #3        | Wynik | Uwagi |
| ------- | ---------------------- | ---------- | --------- | --------- | --------- | ----- | ----- |
| 1.      | Trecia Smith           | Jamajka    | 14,57     | –         | –         | 14,57 | NR    |
| 2.      | Yamilé Aldama          | Sudan      | 14,49     | –         | –         | 14,49 |       |
| 3.      | Chrisopiji Dewedzi     | Grecja     | 14,48     | –         | –         | 14,48 |       |
| 4.      | Simona La Mantia       | Włochy     | 14,27     | 14,45     | –         | 14,45 | PB    |
| 5.      | Ołena Howorowa         | Ukraina    | 14,32     | –         | –         | 14,32 |       |
| 6.      | Baya Rahouli           | Algieria   | 14,14     | 14,22     | 14,31     | 14,31 | NR    |
| 7.      | Françoise Mbango Etone | Kamerun    | 14,30     | –         | –         | 14,30 | SB    |
| 8.      | Mariana Solomon        | Rumunia    | 14,13     | 13,88     | 13,94     | 14,13 |       |
| 9.      | Natalia Kilpeläinen    | Finlandia  | 13,91     | 13,61     | 14,02     | 14,02 |       |
| 10.     | Anastasiya Juravleva   | Uzbekistan | 13,92     | X         | –         | 13,92 | NR    |
| 11.     | Camilla Johansson      | Szwecja    | 13,76     | X         | X         | 13,76 |       |
| 12.     | Nicole Mladenis        | Australia  | 13,31     | 13,12     | X         | 13,31 | AR    |
| 13.     | Tatjana Boczarowa      | Kazachstan | 13,22     | X         | 13,24     | 13,24 |       |
| –       | Jelena Olejnikowa      | Rosja      | X         | X         | X         | NM    |       |

### Finał
Źródło: 
| Miejsce | Zawodniczka            | Państwo  | Podejście | Podejście | Podejście | Podejście | Podejście | Podejście | Wynik | Uwagi |
| Miejsce | Zawodniczka            | Państwo  | #1        | #2        | #3        | #4        | #5        | #6        | Wynik | Uwagi |
| ------- | ---------------------- | -------- | --------- | --------- | --------- | --------- | --------- | --------- | ----- | ----- |
| 01 !    | Tatjana Lebiediewa     | Rosja    | 15,16     | 15,25     | –         | 15,15     | –         | 15,36     | 15,36 | WR    |
| 02 !    | Yamilé Aldama          | Sudan    | X         | 14,90     | X         | 13,04     | 14,79     | 14,50     | 14,90 | AR    |
| 03 !    | Chrisopiji Dewedzi     | Grecja   | 14,02     | 14,23     | 14,65     | 14,73     | 14,40     | X         | 14,73 |       |
| 4.      | Trecia Smith           | Jamajka  | X         | 14,70     | 14,68     | X         | 14,71     | 14,51     | 14,71 | NR    |
| 5.      | Magdelín Martínez      | Włochy   | 14,67     | 14,50     | 14,50     | 14,50     | 14,63     | X         | 14,67 |       |
| 6.      | Françoise Mbango Etone | Kamerun  | 14,62     | 14,17     | 14,19     | 14,27     | 14,08     | 14,59     | 14,62 | SB    |
| 7.      | Adelina Gavrilă        | Rumunia  | 14,62     | 14,32     | X         | 14,45     | X         | 14,19     | 14,62 | SB    |
| 8.      | Ołena Howorowa         | Ukraina  | 14,39     | X         | 14,49     | 14,59     | 14,54     | X         | 14,59 | SB    |
| 9.      | Mabel Gay              | Kuba     | 14,13     | 14,20     | 14,49     | NQ        | NQ        | NQ        | 14,49 |       |
| 10.     | Baya Rahouli           | Algieria | 14,19     | 13,99     | 14,12     | NQ        | NQ        | NQ        | 14,19 |       |
| 11.     | Simona La Mantia       | Włochy   | 14,09     | 13,97     | 14,14     | NQ        | NQ        | NQ        | 14,14 |       |
| 12.     | Natalla Safronawa      | Białoruś | 14,00     | 13,97     | X         | NQ        | NQ        | NQ        | 14,00 |       |